# Головин, Михаил Тимофеевич
Михаи́л Тимофе́евич Голови́н (23 июня 1928 года, Ташла Ставропольский район Средневолжской области (ныне Самарская область) - 17 февраля 2011) — советский механизатор, Герой Социалистического Труда.

## Биография
Родился в крестьянской семье. С детства был занят работой в колхозе: помогал матери на ферме, вязал плетни для овечьих кошар, возил солому, пас коров. С 1942 года трудился прицепщиком на тракторе старшего брата. В 1943 году брата призвали в армию, а его трактор ХТЗ передали Михаилу, который к тому времени окончил шестимесячные курсы механизаторов.
В 1949 году Михаил Головина призвали в армию, он участвовал в восстановлении Севастополя, выучился на водителя. Отслужив вернулся на родину, где вновь стал трактористом колхоза «Заря» Ставропольского района Куйбышевской области. В 1953 году он получил новый трактор — гусеничный ДТ-54.
Всего на счету Головина более сорока посевных компаний, с засеянных им полей собирали по 30 с лишним центнеров зерна с гектара. Каждый год он намолачивал 13-14 тысяч центнеров зерна, что было больше, чем кто-либо в колхозе. Умело обращаясь с техникой, Михаил Головин в годы одиннадцатой пятилетки экономил на ремонте ежегодно около 300—400 рублей, при этом работая в основном на старой технике, которую сам и ремонтировал.
В 1970 году в колхоз поступил новый комбайн СК-4. Его предложили Головину, тот, ранее работая лишь на тракторах, быстро освоил новый тип техники, став первым к колхозе, работающим на двух машинах.
В 1983 году указом Президиума Верховного Совета СССР Михаил Тимофеевичу Головину было присвоено звание Героя Социалистического труда. А вскоре Михаил Тимофеевич получил новенький комбайн «Нива» с именной надписью: «Герою Социалистического Труда, Заслуженному механизатору РСФСР Михаилу Тимофеевичу Головину от совета РАПО».
Михаил Головин был участником 18-го съезда КПСС.

## Награды
- Герой Социалистического Труда (1983);
- орден Ленина (1983);
- орден Трудового Красного Знамени;
- Две золотые медали ВДНХ.